# Basedowena gigantea
Basedowena gigantea är en snäckart som beskrevs av Alan Solem 1993. Basedowena gigantea ingår i släktet Basedowena och familjen Camaenidae. Inga underarter finns listade i Catalogue of Life.